# Lijst van Helmonders
Deze lijst geeft een overzicht van bekende personen die geboren zijn of gewoond hebben in de gemeente Helmond, gerangschikt op geboortedatum.

## Voor 1940

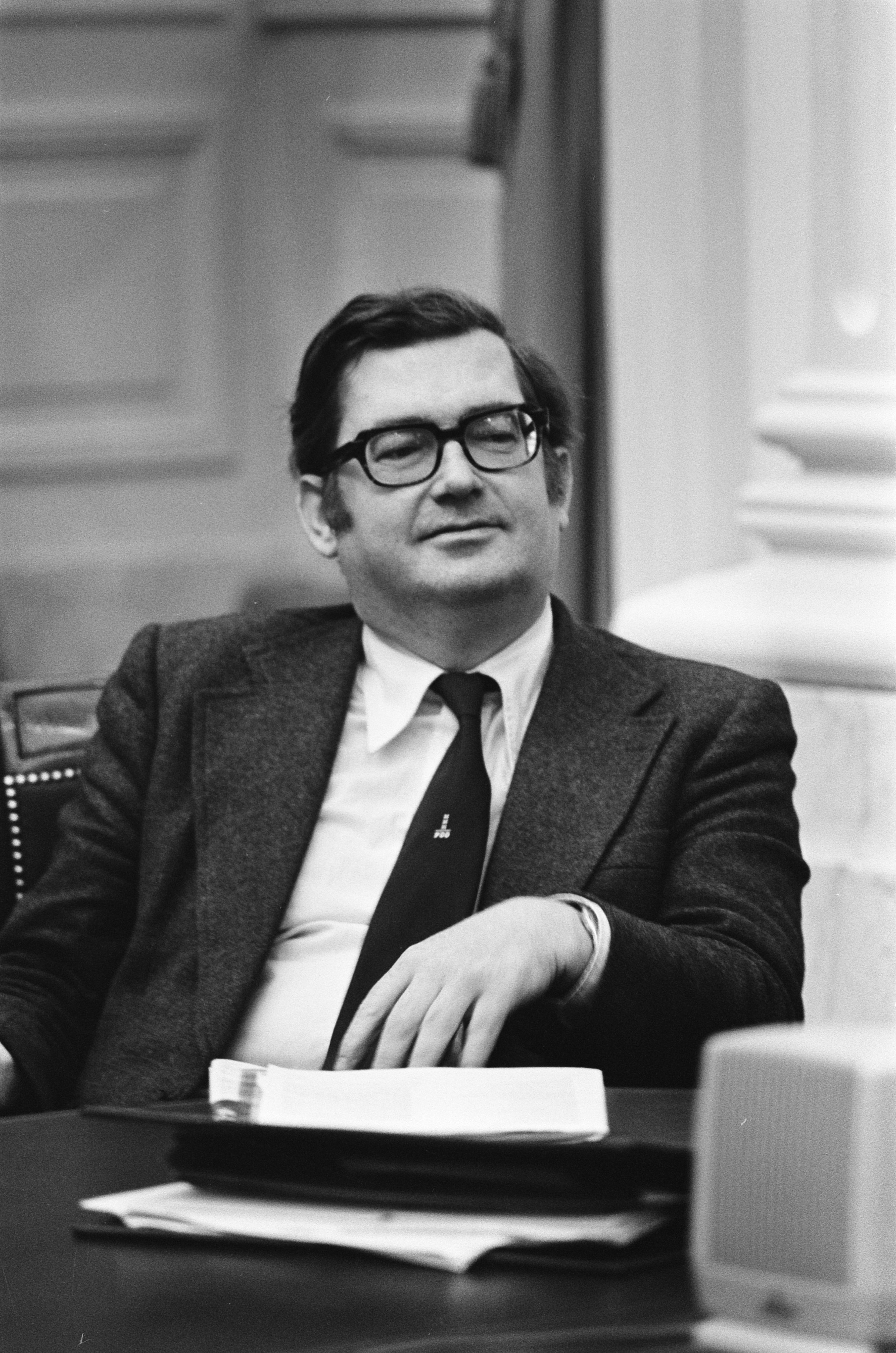
Politicus Hans Gruijters

- Lucas Gassel (1500-1573),  kunstschilder
- Frans Donkers (1821-1877), beeldhouwer
- Piet de Wit (1869-1947), textielondernemer
- Antoon van Thiel (1870-1955), ondernemer
- Marinus van Hout (1870-1942), politicus en burgemeester van Helmond
- Matthijs Vermeulen (1888-1967), componist
- Frederik Willem Zeylmans van Emmichoven (1893-1961), psychiater en antroposoof
- To Hölscher (1898-1953), kinderboekenschrijfster
- Louis van Kimmenade (1900-1981), textielfabrikant
- Frans-Jozef van Thiel (1906-1993), politicus
- A.P. Wesselman van Helmond (1908-1968), architect
- Leopold Verhagen (1908-1997), pater
- Alphonse Stallaert (1920-1995), componist, dirigent
- Gerard Heystee (1921-2001), acteur, presentator, voordrachtskunstenaar
- Hein Fentener van Vlissingen (1921-1994), miljonair
- Addy Kleijngeld (1922-1977), musicus
- Hans Gruijters (1931-2005), politicus
- Rick Boesewinkel (1931-1993), textielkunstenares
- Peter Gruijters (1934), politicus
- Wilhelmus de Bekker (1939), bisschop van Paramaribo

## 1940-1949

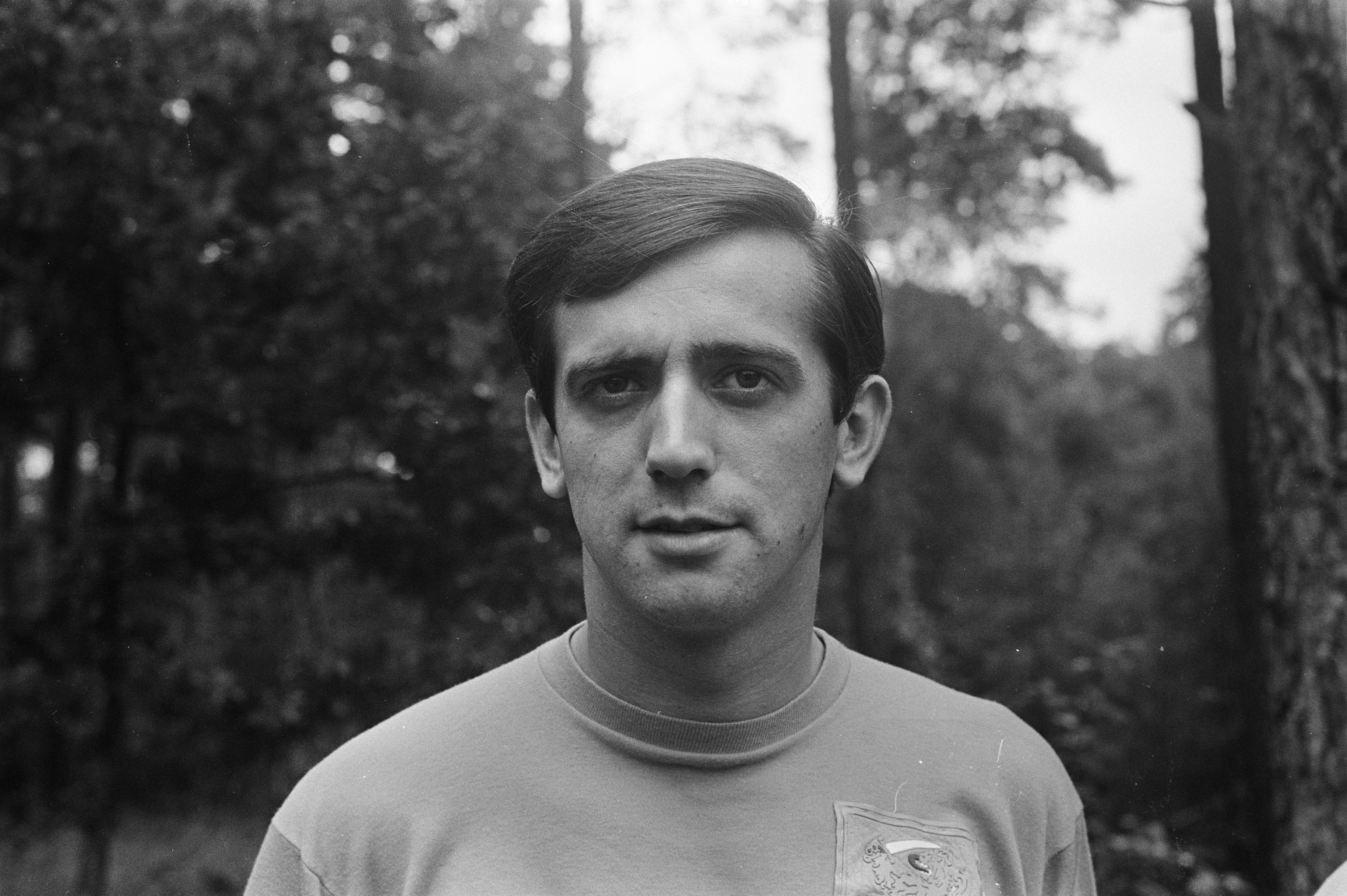
Voetballer Willy van der Kuijlen

- Bert Kuijpers (1941-2021), zanger, dichter en cabaretier
- Hein Verbruggen (1941-2017), sportbestuurder
- Gerard van de Kerkhof (1943-2024), voetballer
- Hans van de Waarsenburg (1943-2015), dichter
- Antoon Honings (1944-2024), voetballer

- Eddie van de Pol (1944), judoka, sportschoolhouder en judoleraar
- Michel Jager (1944-2023), politicus en bestuurder
- Lambert Kreekels (1945-2020), voetballer
- Frans van Eemeren (1946), taalwetenschapper
- Willy van der Kuijlen (1946-2021), voetballer
- Jef de Jager (1949), schrijver
- Lisette Sevens (1949), hockeyer

## 1950-1959

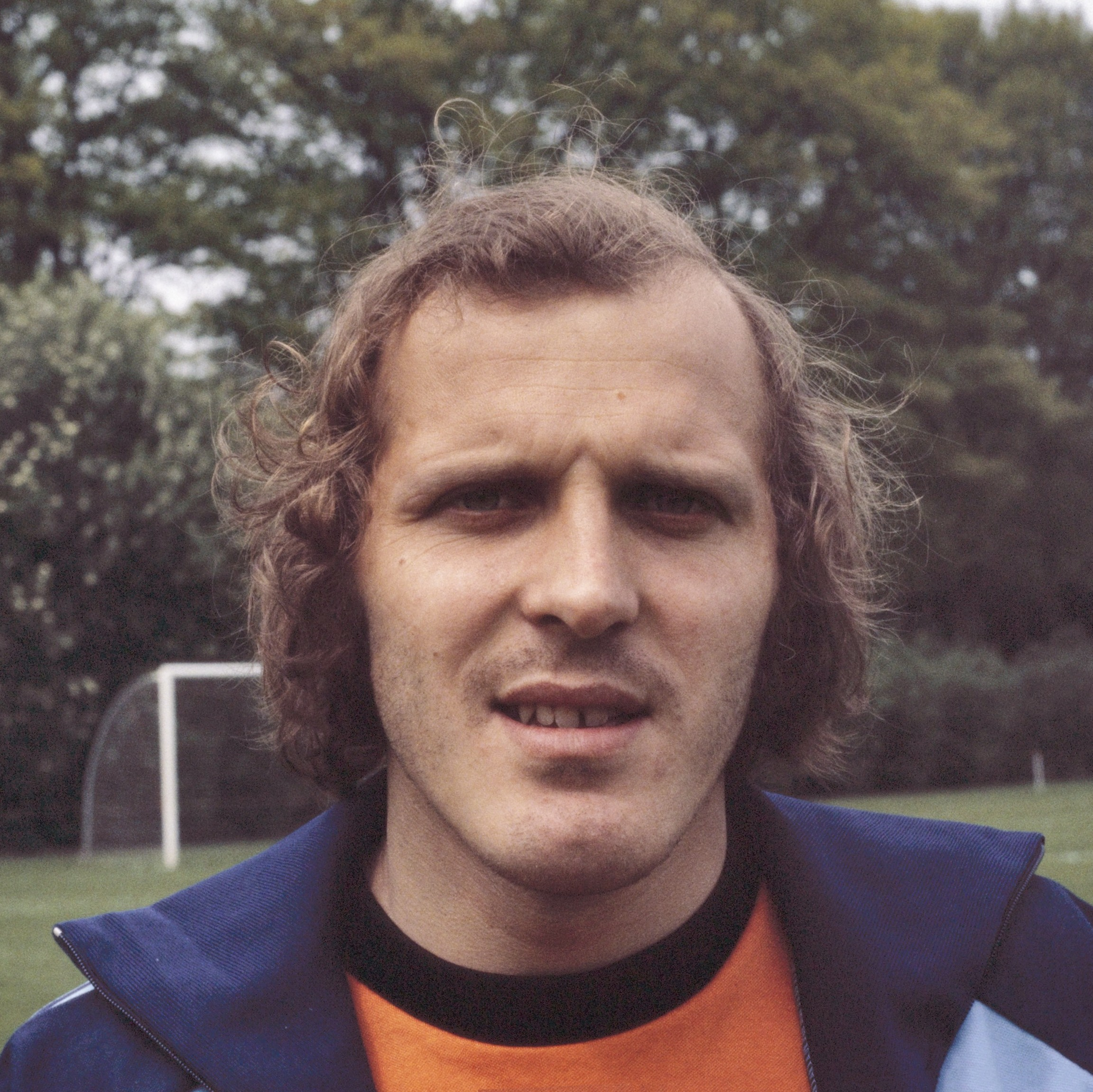
Voetballer René van de Kerkhof

- Willy van de Kerkhof (1951), voetballer
- René van de Kerkhof (1951), voetballer
- Annie van Stiphout (1952), langeafstandsloopster
- Louis Burhenne (1953), voetballer
- Annemarie Penn-te Strake (1953), juriste en burgemeester van Maastricht
- Henny van de Ven (1954), voetballer
- Annemarie Henselmans (1956), cabaretière, actrice
- Fieke Boekhorst (1957), hockeyinternational
- André Brantjes (1958), darter
- Roland Verstappen (1958), zanger
- Bart de Kemp (1959-2005), componist
- Elly Blanksma-van den Heuvel (1959), politica en burgemeester van Helmond

## 1960-1969

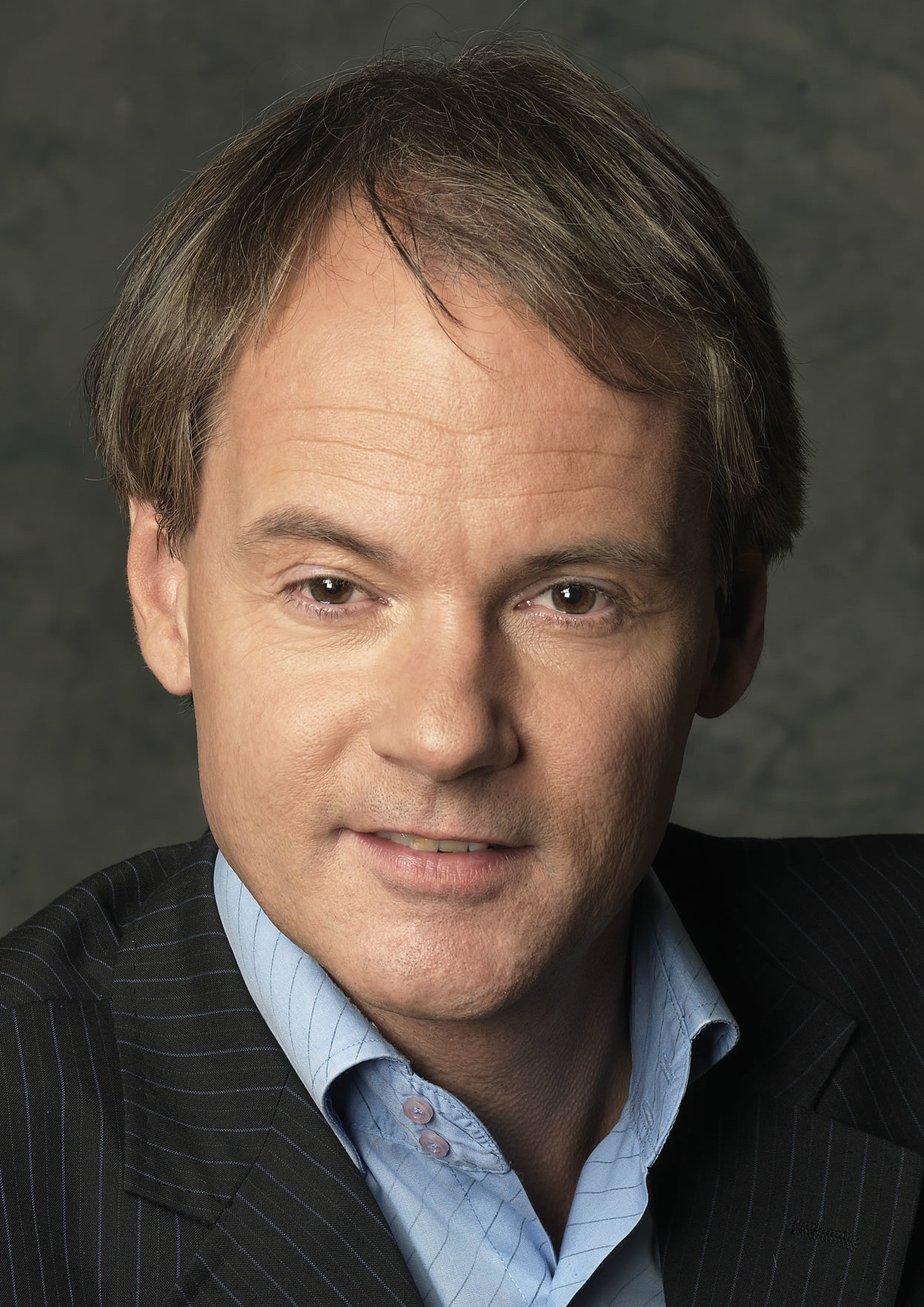
Politicus Harry van Bommel

- Wilma Delissen-van Tongerlo (1961), politica en burgemeester
- Evert Santegoeds (1961), journalist, tv-presentator en publicist
- Berry van Aerle (1962), voetballer
- Harry van Bommel (1962), politicus
- Hans Meeuwsen (1962), voetballer
- Hans Vincent (1962), voetballer
- Hans Gillhaus (1963), voetballer
- Willy van de Beek (1965), voetballer
- Erica van den Heuvel (1966), badmintonster
- Marjan van Loon (1966), zakenvrouw
- Pieter Gruijters (1967), paralympisch atleet
- Bas van den Tillaar (1967), politicus
- Stochelo Rosenberg (1968), jazzgitarist

## 1970-1989
- Ray Klaassens (1973), oud-commando en televisiepersoonlijkheid
- Inge van Dijk (1975), politica
- Jaïr Ferwerda (1976), tv-presentator
- Leon van der Zanden (1977), cabaretier en presentator
- Wilfred Bouma (1978), voetballer
- Judith Meulendijks (1978), badmintonster
- Yunus Altunel (1979), voetballer
- Esmah Lahlah (1979), politica
- Remond Strijbosch (1980), voetballer
- Ruud Verhappen (1982), voetballer
- Nieky Holzken (1983), kickbokser
- Stijn Smeulders (1985), politicus
- Renee Verschuren (1985), handbalster
- Kempi (1986), rapper
- Abdeloehap Yahia (1986), voetballer
- Paul Smeulders (1987), politicus
- Bob de Voogd (1988), hockeyer

## Na 1990

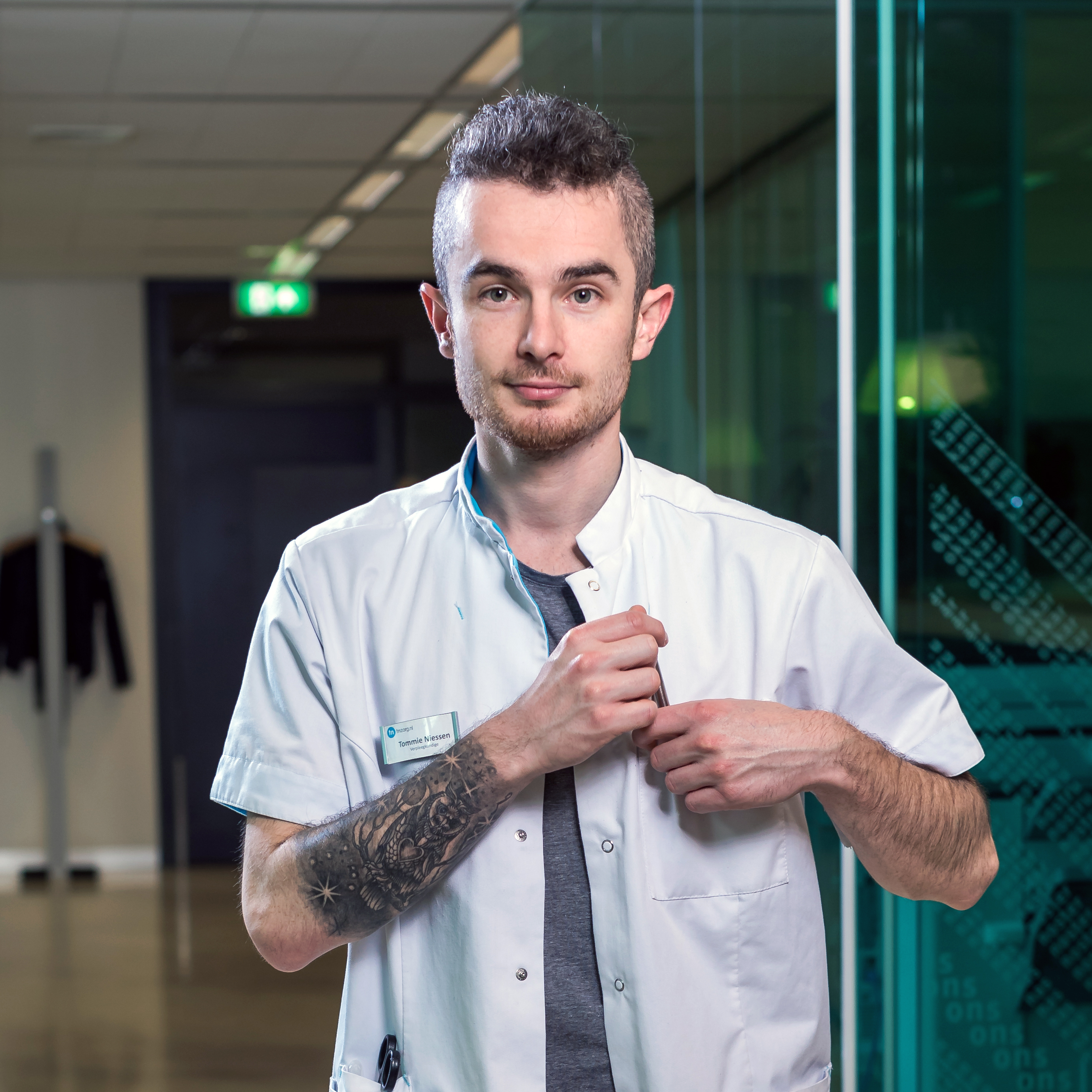
Verpleegkundige Tommie Niessen (1991)

- Tommie Niessen (1991), verpleegkundige, auteur en politicus
- Maikel Verkoelen (1992), voetballer
- Rochelle Perts (1992), zangeres
- Jesper Arts (1992), atleet
- Gregory Lammers (1993), voetballer
- Arne van Geffen (1993), voetballer
- Joey Sleegers (1994), voetballer
- Bram van Vlerken (1995), voetballer
- Joost Swinkels (1997), radio-dj
- Sander Vereijken (1997), voetballer
- Luuk Brouwers (1998), voetballer
- Justin Ogenia (1999), voetballer
- Mees Kreekels (2001), voetballer
- Omar Rekik (2001), voetballer
- Niels Vink (2002), rolstoeltennisser
- Wassim Essanoussi (2003), voetballer
- Thijme Verheijen (2003), voetballer
- Senna Willems (2004), zangeres
- Kiki Vissers (2005), voetbalster
- Tarik Essakkati (2006), voetballer

Alkmaar · 
Almelo ·
Almere · 
Alphen-Chaam · 
Alphen aan den Rijn ·
Amersfoort · 
Amstelveen · 
Amsterdam · 
Apeldoorn · 
Arnhem · 
Assen ·
Baarn · 
Bergen op Zoom · 
Bilthoven · 
Bolsward · 
Boxtel · 
Breda · 
Bredevoort · 
Brunssum · 
Bussum · 
Delft ·
Den Haag ·
Den Helder · 
Deurne · 
Deventer · 
Doetinchem ·
Dokkum · 
Dordrecht · 
Drachten · 
Ede · 
Eindhoven · 
Emmen · 
Enschede · 
Franeker · 
Geleen · 
Gouda · 
Groenlo ·
Groningen · 
Haarlem · 
Harlingen ·  
Heemstede · 
Heerenveen · 
Heerlen · 
Helmond · 
Hengelo · 
's-Hertogenbosch · 
Hilversum · 
Hoogeveen · 
Hoorn · 
Horst ·
Kampen · 
Kerkrade · 
Leerdam · 
Leeuwarden · 
Leiden · 
Lelystad · 
Maastricht · 
Meppel ·  
Middelburg  ·
Nijkerk · 
Nijmegen · 
Oldenzaal · 
Ommen · 
Oss · 
Rijswijk (Zuid-Holland) · 
Roosendaal · 
Rotterdam · 
Schiedam · 
Sittard · 
Sittard-Geleen · 
Sneek · 
Soest · 
Stadskanaal · 
Tegelen · 
Tiel · 
Tilburg · 
Urk · 
Utrecht · 
Veenendaal · 
Veghel · 
Venlo · 
Venray · 
Vlaardingen · 
Vlissingen · 
Wageningen · 
Warnsveld · 
Weert · 
Winschoten · 
Woerden · 
Zeist · 
Zierikzee · 
Zoetermeer · 
Zutphen · 
Zwolle